# Prunus humilis
Espèce
Classification phylogénétique
Prunus humilis (Chinois : 欧李 Ōu lǐ) est une espèce de plantes à fleurs de la famille des Rosaceae. C'est un arbuste que l'on le trouve en Asie, notamment en Chine, à l'état sauvage.
Les fruits de ce cerisier chinois sont comestibles. Plusieurs cultivars ont été sélectionnés, améliorant gustativement ou esthétiquement ses cerises.

## Remarque
- Attention à ne pas confondre avec le Prunus humilis (Moris) Colla, qui est, en réalité, le Prunus prostrata.